# Alvordia
Alvordia là một chi thực vật có hoa trong họ Cúc (Asteraceae).

## Loài
Chi Alvordia gồm các loài: